# Unità (matematica)
In matematica, il concetto di unità si riferisce ad oggetti diversi ed assume numerosi significati; tutti quanti possono però riferirsi a diverse proprietà del numero uno.
Un primo gruppo di significati è legato alle proprietà algebriche di 1, che è elemento neutro della moltiplicazione e uno dei due numeri interi dotato di inverso (l'altro è -1). Un secondo gruppo di significati dipende invece da alcune proprietà del numero 1, che hanno anch'esse valore unitario (ad esempio, il valore assoluto di 1 vale 1). Infine, il termine unità viene impiegato anche per indicare gli elementi generatori di determinati insiemi o strutture matematiche.

## Algebra

### Teoria dei gruppi
In un gruppo, il termine unità indica l'elemento neutro della moltiplicazione, sul modello del numero {\displaystyle 1} nella moltiplicazione tra numeri interi, razionali o reali. Analogamente, viene chiamata matrice unità la matrice quadrata formata da tutti {\displaystyle 1} sulla diagonale principale, e tutti {\displaystyle 0} altrove; questa matrice è l'elemento neutro nel gruppo moltiplicativo delle matrici {\displaystyle n\times n}.

### Teoria degli anelli
Nell'anello degli interi {\displaystyle \mathbb {Z} }, {\displaystyle 1} e {\displaystyle -1} sono gli unici elementi dotati di reciproco. Nella teoria degli anelli, una unità (dove va notato l'articolo indeterminativo) è un elemento dotato di inverso rispetto alla moltiplicazione. Va osservato che, poiché un anello è anche un gruppo, il termine unità può riferirsi anche all'elemento neutro della moltiplicazione (che, quando esiste, è anche unità nel senso di elemento invertibile), generando una possibile ambiguità nella nomenclatura, di solito facilmente risolvibile dal contesto, dato che quando ci si riferisce a quest'ultimo si usa l'articolo determinativo.
L'insieme delle unità di un anello {\displaystyle A} forma il gruppo moltiplicativo dell'anello, che viene scritto {\displaystyle A^{\star }}. Se l'anello è unitario, il gruppo moltiplicativo è formato almeno dall'elemento neutro della moltiplicazione; se l'anello è un corpo, il suo gruppo moltiplicativo è formato da tutti gli elementi escluso lo zero.
Nella tabella sotto sono riportati i gruppi moltiplicativi di alcuni anelli.
| Anello                                                                 | Gruppo moltiplicativo                                                     |
| ---------------------------------------------------------------------- | ------------------------------------------------------------------------- |
| anello degli interi {\displaystyle \mathbb {Z} }                       | {\displaystyle \left\{-1,1\right\}}                                       |
| {\displaystyle \mathbb {Z} _{2}=\left\{0,1\right\}}                    | {\displaystyle \left\{1\right\}}                                          |
| {\displaystyle \mathbb {Z} _{n}={\frac {\mathbb {Z} }{n\mathbb {Z} }}} | {\displaystyle \left\{k\in \mathbb {Z} :\,{\mbox{M.C.D.}}(k,n)=1\right\}} |
| anello dei polinomi {\displaystyle \mathbb {Z} [x]}                    | {\displaystyle \mathbb {Z} \setminus \left\{0\right\}}                    |
| campo dei razionali {\displaystyle \mathbb {Q} }                       | {\displaystyle \mathbb {Q} \setminus \left\{0\right\}}                    |

### Vettore unitario
Se consideriamo {\displaystyle \mathbb {R} } come spazio vettoriale normato ad una dimensione, gli unici elementi a possedere modulo pari a uno sono {\displaystyle 1} e {\displaystyle -1}. In uno spazio vettoriale normato generico, i vettori di modulo pari a 1 sono detti vettori unitari o versori. L'insieme dei vettori unitari dello spazio vettoriale di dimensione {\displaystyle n} forma la ipersfera unitaria di dimensione {\displaystyle n-1}.
La proprietà caratteristica dei versori li rende utili per indicare una particolare direzione e verso nello spazio; i versori più importanti sono quelli associati agli assi cartesiani, che costituiscono una base ortonormale per lo spazio in cui vivono; se vengono espresse nella base da essi stessi formata, le loro componenti sono tutte nulle, tranne quelle corrispondente alla propria direzione, che vale 1:
{\displaystyle {\hat {e}}_{i}=\left(\delta _{ij}\right)=\left\{{\begin{matrix}1&{\mbox{se }}i=j\\0&{\mbox{se }}i\neq j\end{matrix}}\right.}

## Analisi

### Unità immaginaria
In analisi matematica, l'unità immaginaria, indicata con {\displaystyle i} o {\displaystyle j} è il numero utilizzato come generatore dei numeri immaginari, definiti come radici quadrate dei numeri negativi. Usualmente essa viene definita come una delle soluzioni dell'equazione (priva di soluzioni nell'ambito dei numeri reali):
{\displaystyle x^{2}+1=0}.
Va osservato che, data una soluzione {\displaystyle i}, il suo opposto {\displaystyle -i}, costituisce un'altra soluzione valida. La scelta di una o l'altra radice a rappresentare l'unità immaginaria è perfettamente equivalente. Definito {\displaystyle i}, è possibile ottenere la radice quadrata di qualunque numero negativo:
{\displaystyle {\sqrt {-a}}={\sqrt {(-1)\cdot a}}={\sqrt {-1}}{\sqrt {a}}=i{\sqrt {a}},\qquad a>0}.
Un numero immaginario è definito come il prodotto tra un numero reale e l'unità immaginaria; analogamente, ogni numero reale è prodotto di se stesso per l'unità reale {\displaystyle 1}.

### Radici dell'unità
Nel dominio dei numeri reali, l'equazione
{\displaystyle x^{n}=1}
possiede solamente la radice {\displaystyle x=1} se {\displaystyle n} è dispari, e la radici {\displaystyle x=\pm 1} se {\displaystyle n} è pari. Se estendiamo il dominio della variabile ai numeri complessi, la stessa equazione possiede invece {\displaystyle n} radici distinte, dette radici n-esime dell'unità. Tali radici nel piano complesso corrispondono ai vertici di un n-agono regolare, e formano un gruppo ciclico con l'operazione di moltiplicazione.

### Unità di Eisenstein
Le unità di Eisenstein sono le unità dell'anello degli interi di Eisenstein, che è formato dai numeri complessi del tipo:
{\displaystyle z=a+\omega b},
dove
{\displaystyle \omega ={\frac {1}{2}}\left(-1+i{\sqrt {3}}\right)}
è una delle radici cubiche dell'unità. Le unità di Eisenstein sono le sei radici seste dell'unità, e formano a loro volta un gruppo ciclico:
{\displaystyle \left\{\pm 1,\pm \omega ,\pm \omega ^{2}\right\}}.

## Aritmetica
In aritmetica, si definisce unità la cifra più a destra utilizzata nella rappresentazione di un numero intero. Nella numerazione posizionale, ogni cifra utilizzata nella rappresentazione di un numero ha un valore diverso a seconda della posizione che occupa, ottenuto moltiplicando la cifra per un opportuno coefficiente; ad esempio il numero 5434 in base 10 va inteso come:
{\displaystyle 5434=5\times 1000+4\times 100+3\times 10+4\times 1}.
Il valore della cifra delle unità si ottiene moltiplicando per il coefficiente 1, che lascia inalterata la cifra originaria.